# 다케다 유키오
다케다 유키오(일본어: 武田 幸男, 1934년 8월 18일~2021년 8월 4일)는 일본의 역사가이자, 교수이다.

## 저서
- 고구려사와 동아시아-'광개토왕비' 연구서설' 이와나미서점, 1989 ISBN 400000817X
- '한국의 역사와 문화' 방송대학교육진흥회, 1996 ISBN 4595570694
- '한국사회의 사적전개와 동아시아' 야마가와 출판사, 1997 ISBN 4634672405
- 『광개토왕비와의 대화』 백제사 <백제사 아시아사선서>, 2007 ISBN 4891748834

### 공저
- 『광개토왕비원 이시타쿠모토 집성』 도쿄 대학 출판회, 1988 ISBN 4130260464
- 『한국』(미야지마 히로시 · 마부치 사다리 와 공저) 아사히 신문사 출판국 <지역으로부터의 세계사 1>, 1993 ISBN 4-02-258496-3
- 『수당 제국과 고대 한국』(礪波護과 공저) 중앙 공론 신사 <세계의 역사 6>, 1997 ISBN 4-12-403406-7 , 중공 문고 신판, 2008
- 『한국사』(편저) 야마가와 출판사 <신판 세계 각국사 2>, 2000 ISBN 4-634-41320-5
- 『일본과 한국―고대를 생각하다』(편저) 요시카와 히로후미칸, 2005 ISBN 4642021930
- 『광개토왕비』(편저) 천래서원＜알 수 없는 명품 시리즈 제2기-4＞, 2007 ISBN 4887151969

## 번역
- 『한국고대국가발달사』(김철 부저) 학생사, 1979 ISBN 4311304277
- 『한국사신론』(李基白著、浜田耕策과共訳) 학생사, 1979 ISBN 4311304366
- 『신라정치사회사연구』(이기백, 감역) 학생사, 1982 ISBN 4311304439
- 『고려사 일본전-조선 정사 일본전 2(상)』 이와나미 서점 <이와나미 문고>, 2005 ISBN 4003348710
- 『고려사 일본전-조선정사 일본전2(하)』 이와나미 서점 <이와나미 문고>, 2005 ISBN 400334872